# 登塘镇
登塘镇，是中华人民共和国广东省潮州市潮安区下辖的一个乡镇级行政单位。

## 行政区划
登塘镇下辖以下地区：
登塘社区、田东社区、登塘村、笔埔村、白云村、扬美村、林一村、林二村、溪乾寮村、郑岗村、下林村、凤岗埔村、三新乡村、东寮村、平林村、尧田村、白水村、关竹村、枫树员村、白茫洲村、新西坑村、横洋村、田东村、黄潭村、伍全村、栖凤村、小葫芦村、大葫芦村和世田村。